# Don Pullen/Diskografie

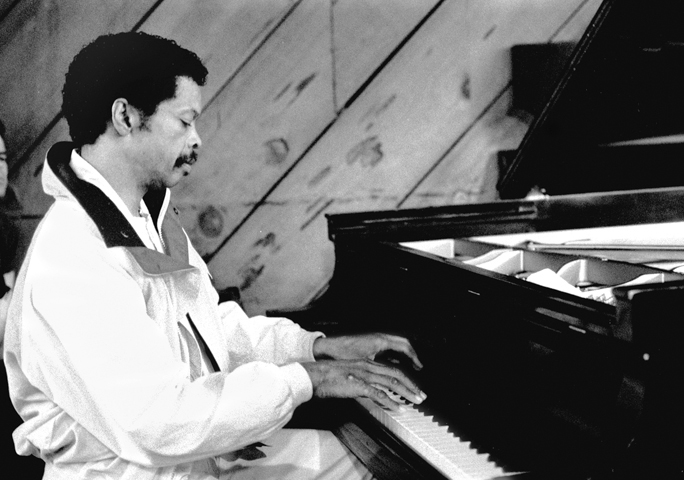
Don Pullen (1988)

Diese Diskografie ist eine Übersicht über die veröffentlichten Tonträger des US-amerikanischen Jazz-Pianisten und Organisten Don Pullen.  Sie umfasst seine Alben unter eigenem Namen sowie kollaborative Werke und seine Mitwirkungen als Begleitmusiker sowie Kompilationen. Bei den eigenen Alben sind seine Soloaufnahmen in einem eigenen Kapitel dargestellt. Als kollaborative Bands gelten neben dem Duo mit Milford Graves insbesondere das gemeinsam mit George Adams geleitete Quartett (1979–88, als dessen Vorgänger evtl. auch die Alben in der Serie Jazz a Confronto von Pullen, Adams und Danny Richmond gezählt werden könnten). Bei den Aufnahmen als Begleitmusiker sind die Aufnahmen, soweit sinnvoll, je nach den leitenden Musikern in Gruppen zusammengefasst. Innerhalb dieser Gruppen wurde chronologisch geordnet.

## Soloaufnahmen (1975–84)
| Album                     | Musiklabel                                                   | Aufnahme               | Anmerkungen                                          |
| ------------------------- | ------------------------------------------------------------ | ---------------------- | ---------------------------------------------------- |
| Solo Piano Album          | LP, CD: Sackville                                            | 24.2.1975 Toronto      | Auch unter dem Titel "Richard’s Tune" veröffentlicht |
| Five to Go                | LP: Horo                                                     | 29.7.1975 Rom          |                                                      |
| Healing Force             | LP: Black Saint, Tokuma (Japan), DIW (Japan) CD: Black Saint | 23.10.1975 Milano      |                                                      |
| Evidence of Things Unseen | LP, CD: Black Saint                                          | 28./29.9.1983 New York |                                                      |
| Plays Monk                | LP: Paddle Wheel (Japan) CD: WHYNOT                          | 11.10.1984 New York    |                                                      |

## Comboaufnahmen unter eigenem Namen
| Album                               | Musiklabel            | Aufnahme               | Besetzung, Anmerkungen |
| ----------------------------------- | --------------------- | ---------------------- | --- |
| Don Pullen: Jazz a Confronto        | LP: HORO              | 21.3.1975 Rom          | Don Pullen (p); George Adams (ts, fl, perc); David Williams (b, perc); Dannie Richmond (dr, voc) |
| Don Pullen: Tomorrow’s Promises     | LP: Atlantic CD: Koch | 1976/77 New York       | Don Pullen (p, el-p, clavinet); George Adams (ts, ss, bcl, fl); Michael Urbaniak (v); Randy Brecker, Hannibal Marvin Peterson (tp); Sterling Magee, Roland Prince (g); John Flippin (el-b); Alex Blake (b); Rita DaCosta (voc); Tyronne Walker, Ray Mantilla, Bobby Battle (dr, perc) |
| Don Pullen: Montreux Concert        | LP: Atlantic CD: Koch | 12.7.1977 Montreux     | Don Pullen (p); Jeff Berlin (el b); Steve Jordan (dr); Raphael Cruz, Sammy Figueroa (perc) |
| Don Pullen: Milano Strut            | LP/CD: Black Saint    | 12.1978 Milano         | Don Pullen (p, organ); Famoudou Don Moye (dr, perc, congas, bells) |
| Don Pullen Quintet: The Sixth Sense | LP/CD: Black Saint    | 12./13.6.1985 New York | Don Pullen (p); Olu Dara (tp); Donald Harrison (as); Fred Hopkins (b); Bobby Battle (dr) |

### Don Pullen Trio (1988/90)
| Album                       | Musiklabel       | Aufnahme            | Besetzung, Anmerkungen                               |
| --------------------------- | ---------------- | ------------------- | ---------------------------------------------------- |
| Don Pullen: New Beginnings  | LP/CD: Blue Note | 16.12.1988 New York | Don Pullen (p); Gary Peacock (b); Tony Williams (dr) |
| Don Pullen: Random Thoughts | LP/CD: Blue Note | 23.3.1990 New York  | Don Pullen (p); James Genus (b); Lewis Nash (dr)     |

### African Brazilian Connection (1991–1995)
| Album                                                        | Musiklabel    | Aufnahme                         | Besetzung, Anmerkungen |
| ------------------------------------------------------------ | ------------- | -------------------------------- | --- |
| Don Pullen & The African Brazilian Connection: Kele Mou Bana | CD: Blue Note | 25./26.9.1991 New York           | Don Pullen (p); Carlos Ward (as); Nilson Matta (b); Guilherme Franco (perc); Mor Thiam (perc, voc); Keith & Tameka Pullen (voc)          |
| Don Pullen & The African Brazilian Connection: Ode to Life   | CD: Blue Note | 18./19.2.1993 New York           | Don Pullen (p); Carlos Ward (as, fl); Nilson Matta (b); Guilherme Franco (perc); Mor Thiam (perc, voc)                                   |
| Don Pullen & The African Brazilian Connection: Live...Again  | CD: Blue Note | 18.7.1993 Montreux Jazz Festival | Don Pullen (p); Carlos Ward (as); Nilson Matta (b); J.T. Lewis (dr); Mor Thiam (perc,voc)                                                |
| Don Pullen: Sacred Common Ground                             | CD: Blue Note | 8./9.3.1995 New York             | Don Pullen (p); Carlos Ward (as); J.T.Lewis (dr); Mor Thiam (perc); Joseph Bowie (tb); Santi Debriano (b); Chief Cliff Singers (voc, dr) |

## Kollaborative Alben

### Mit Giuseppi Logan und Milford Graves (1964–84)
| Album                                                                   | Musiklabel                                       | Aufnahme            | Besetzung, Anmerkungen |
| ----------------------------------------------------------------------- | ------------------------------------------------ | ------------------- | --- |
| The Giuseppi Logan Quartet                                              | LP: ESP, Nippon Phonogram CD: ZYX, ESP           | 5.10.1964 New York  | Giuseppi Logan (ts, as, bcl, pakistani oboe); Milford Graves (dr, tabla); Don Pullen (p); Eddie Gomez (b) |
| Giuseppi Logan: More                                                    | LP, CD: ESP                                      | 1.5.1965 New York   | Giuseppi Logan (as, bcl, fl, p); Milford Graves (dr, perc); Don Pullen (p); Reggie Johnson (b) |
| Milford Graves / Don Pullen: In Concert at Yale University, Vol.1       | LP: SRP (Eigenvertrieb), Superior Viaduct (2023) | 30.4.1966 New Haven | Milford Graves (dr, perc); Don Pullen (p) Es wurden etwa 100 Stück mit von Graves handbemalten Covers verkauft. Diese Originale erzielten später Spitzenpreise bei Auktionen.                                       |
| Milford Graves / Don Pullen: Nommo In Concert at Yale University, Vol.2 | LP: SRP, IPS, Superior Viaduct (2023)            | 30.4.1966 New Haven | Milford Graves (dr, perc); Don Pullen (p) |
| Milford Graves / Don Pullen: The Complete Yale Concert, 1966            | CD: Corbett Vs Dempsey (2020)                    | 30.4.1966           | Milford Graves (dr, perc); Don Pullen (p) Neuausgabe von In Concert at Yale University, Vol.1 und Vol.2 auf einer CD                                                                                                |
| Milford Graves Don Pullen 360° Experience: A Well Kept Secret           | LP:Shemp (1984); CD: Corbett Vs. Dempsey (2018)  | 1984                | Milford Graves (dr, perc); Don Pullen (p), Hamiet Bluiett, Ricky Ford (sax), Buster Williams (b), Francis Haynes (steel drums) sowie Candido (perc), Sharon Freeman, Willie Ruff, Bill Warnick, Greg Williams (frh) |

### George Adams / Don Pullen Quartet (1979–88)
| Album                                                                 | Musiklabel               | Aufnahme               | Besetzung, Anmerkungen |
| --------------------------------------------------------------------- | ------------------------ | ---------------------- | --- |
| George Adams / Don Pullen: All That Funk                              | LP: Palcoscenico         | 2.11.1979 Milano       | Don Pullen (p); George Adams (ts); Cameron Brown (b); Dannie Richmond (dr) |
| George Adams / Don Pullen: Don’t Lose Control                         | LP/CD: Soul Note         | 2./3.11.1979 Milano    | Don Pullen (p); George Adams (ts); Cameron Brown (b); Dannie Richmond (dr) |
| George Adams / Don Pullen: More Funk                                  | LP: Palcoscenico         | 3.11.1979 Milano       | Don Pullen (p); George Adams (ts); Cameron Brown (b); Dannie Richmond (dr) |
| George Adams / Don Pullen Quartet: Earth Beams                        | LP: Timeless             | 3.–5.8.1980 Loenen     | Don Pullen (p); George Adams (ts); Cameron Brown (b); Dannie Richmond (dr) |
| George Adams / Don Pullen Quartet: LifeLine                           | LP/CD: Timeless          | 5.–6.4.1981 Loenen     | Don Pullen (p); George Adams (ts); Cameron Brown (b); Dannie Richmond (dr) |
| George Adams / Don Pullen Quartet: City Gates                         | LP/CD: Timeless          | 27.–28.3.1983 Monster  | Don Pullen (p); George Adams (ts, fl); Cameron Brown (b); Dannie Richmond (dr) |
| George Adams / Don Pullen Quartet: Live at the Village Vanguard       | LP/CD: Soul Note         | 19.8.1983 New York     | Don Pullen (p); George Adams (ts); Cameron Brown (b); Dannie Richmond (dr) |
| George Adams / Don Pullen Quartet: Live at the Village Vanguard Vol.2 | LP/CD: Soul Note         | 19.8.1983 New York     | Don Pullen (p); George Adams (ts); Cameron Brown (b); Dannie Richmond (dr) |
| George Adams / Don Pullen Quartet: Decisions                          | LP/CD: Timeless          | 2.–3.2.1984 Loenen     | Don Pullen (p); George Adams (ts); Cameron Brown (b); Dannie Richmond (dr) |
| George Adams / Don Pullen Quartet: Live In Tokyo 1984                 | CD: Flock Records (2012) | 14.11.1984 Tokyo       | Don Pullen (p); George Adams (ts, fl, voc); Cameron Brown (b); Dannie Richmond (dr) |
| George Adams / Don Pullen Quartet: Live at Montmartre                 | LP/CD: Timeless          | 4./5.4.1985 Kopenhagen | Don Pullen (p); George Adams (ts); John Scofield (g); Cameron Brown (b); Dannie Richmond (dr) |
| Don Pullen / George Adams Quartet: Breakthrough                       | LP/CD: Blue Note         | 30.4.1986 New York     | Don Pullen (p); George Adams (ts); Cameron Brown (b); Dannie Richmond (dr) |
| Don Pullen / George Adams Quartet: Song Everlasting                   | LP/CD: Blue Note         | 21.4.1987 New York     | Don Pullen (p); George Adams (ts, fl); Cameron Brown (b); Dannie Richmond (dr) |
| George Adams / Don Pullen Quartet: Jazzbühne Berlin                   | CD: Repertoire           | 3.6.1988 Ost-Berlin    | Don Pullen (p); George Adams (ts); Cameron Brown (b); Lewis Nash (dr) Lewis Nash als Ersatz für den kurz zuvor verstorbenen Dannie Richmond. Nicht-autorisierter Live-Mitschnitt des Rundfunks der DDR |

### Weitere kollaborative Alben (1975–1991)
| Album                                         | Musiklabel                              | Aufnahme                | Besetzung, Anmerkungen |
| --------------------------------------------- | --------------------------------------- | ----------------------- | --- |
| Don Pullen / Sam Rivers: Capricorn Rising     | LP/CD: Black Saint                      | 16./17.10.1975 New York | Don Pullen (p); Sam Rivers (ts, ss, fl); Alex Blake (b); Bobby Battle (dr, tambourine) |
| Pullen, Freeman, Hopkins, Battle: Warriors    | LP, CD: Black Saint                     | 4.1978 Milano           | Don Pullen (p); Chico Freeman (ts); Fred Hopkins (b); Bobby Battle (dr) |
| Jarman, Pullen, Moye: Magic Triangle          | LP, CD: Black Saint                     | 24.–26.7.1979 Milano    | Joseph Jarman (fl, afl, pfl, ts, ss, cl); Don Pullen (p, voc); Famoudou Don Moye (dr, congas) |
| Beaver Harris + Don Pullen: Negcaumongus      | LP: Cadence Jazz Records                | 7.12.1979 Boston        | Beaver Harris (dr); Don Pullen (p); Francis Haynes (steel dr); Ken McIntyre (as, ob, fl); Ricky Ford (ts); Hamiet Bluiett (bs); Cameron Brown (b)                                                                  |
| Beaver Harris + Don Pullen: Well Kept Secret  | LP: Shemp CD: Corbett Vs Dempsey (2018) | 1980                    | Beaver Harris (dr); Don Pullen (p); Hamiet Bluiett (bs); Ricky Ford (ts); Buster Williams (b); Francis Haynes (dr); Candido Camero (perc); Sharon Freeman, Willie Ruff, Bill Warnick, Greg Williams (french horns) |
| George Adams / Don Pullen: Melodic Excursions | LP/CD: Timeless                         | 6./9.6.1982 New York    | Don Pullen (p); George Adams (ts) |
| Art Ensemble of Chicago: Fundamental Destiny  | CD: AEC (2007)                          | 1.6.1991 Frankfurt      | Lester Bowie (tp); Joseph Jarman (woodwinds, perc); Roscoe Mitchell (woodwinds, perc); Malachi Favors Moghostut (b, perc); Famoudou Don Moye (sun perc); Don Pullen (p)                                            |

## Aufnahmen als Sideman

### Mit Charles Williams (1971–72)
| Album                                        | Musiklabel                     | Aufnahme      | Besetzung, Anmerkungen |
| -------------------------------------------- | ------------------------------ | ------------- | --- |
| Charles Williams                             | LP, CD: Mainstream             | 1971          | Charles Williams (as); David Brooks (ts); Don Pullen (organ); Earl Dunbar (g); Gordon Edwards (el.b); William Curtis (dr) |
| Charles Williams: Trees And Grass And Things | LP, CD: Mainstream             | 1971 New York | Charles Williams (as); David Brooks (ts); Don Pullen (organ, p); Cornell Dupree (g); Jimmy Lewis (el.b); William Curtis (dr); Montego Joe (congas) |
| Charles Williams: Stickball                  | LP: Mainstream CD: PCD (Japan) | 1972          | Charles Williams (as); Chris Woods (as,bs); David Brooks (ts); Frank Wess (ts, fl); Randy Brecker (flh); Don Pullen (organ); Paul Griffin (el p); Cornell Dupree (el git); David Spinozza (el git); Gordon Edwards (el b); Clyde Lucas (dr); Ray Barretto (congas); David Carey (congas, marimbas) |

### Mit Charles Mingus (1972–75)
| Album                                  | Musiklabel                                               | Aufnahme                                    | Besetzung, Anmerkungen |
| -------------------------------------- | -------------------------------------------------------- | ------------------------------------------- | --- |
| Mingus: Jazz in Detroit                | CD: Strata (2018)                                        | 13.2.1973 Detroit                           | Charles Mingus (b); John Stubblefield (ts, as); Joe Gardner (tp); Don Pullen (p); Roy Brooks (dr)                                                                                                |
| Mingus Moves                           | LP: Atlantic CD: Rhino                                   | 29.–31.10.1973 New York                     | Charles Mingus (b); Ronald Hampton (tp); George Adams (ts, fl); Don Pullen (p); Dannie Richmond (dr); Honey Gordon, Doug Hammond (voc)                                                           |
| Mingus at Carnegie Hall                | LP: Atlantic CD: Rhino                                   | 19.1.1974 New York                          | Charles Mingus (b);George Adams (ts); Hamiet Bluiett (bs); Jon Faddis (tp); John Handy (as, ts); Rahsaan Roland Kirk (ts, stritch); Charles McPherson (as); Don Pullen (p); Dannie Richmond (dr) |
| Charles Mingus: Changes One            | LP: Atlantic CD: Rhino                                   | 27./28.12.1974 New York                     | Charles Mingus (b); George Adams (ts, voc); Jack Walrath (tp); Don Pullen (p); Dannie Richmond (dr)                                                                                              |
| Charles Mingus: Changes Two            | LP: Atlantic CD: Rhino                                   | 28./30.12.1974 New York                     | Charles Mingus (b); George Adams (ts, voc); Jack Walrath (tp); Don Pullen (p); Dannie Richmond (dr); Jackie Paris (voc); Marcus Belgrave (tp)                                                    |
| Charles Mingus @ Bremen                | CD: Sunnyside (2020)                                     | 16.4.1964/9.7.1975 Bremen                   | nur auf den Aufnahmen aus 1975 mit Charles Mingus (b); George Adams (ts); Jack Walrath (tp); Don Pullen (p); Dannie Richmond (dr)                                                                |
| Charles Mingus: Live at Montreux       | DVD: Montreux Sounds CD: Eagle Rock Entertainment (2018) | 20.7.1975 Montreux                          | Charles Mingus (b); George Adams (ts, fl, voc); Gerry Mulligan (bs); Jack Walrath (tp); Don Pullen (p); Dannie Richmond (dr)                                                                     |
| Charles Mingus: Stormy and Funky Blues | CD: Moon (Bootleg-Sampler)                               | 1972, 1975, 1977 Stuttgart, Perugia, Milano | nur auf den drei Titeln aus Perugia (1975) mit Charles Mingus (b); George Adams (ts, voc); Hamiet Bluiett (bs); Don Pullen (p); Dannie Richmond (dr)                                             |

### Mit Marcello Melis (1974/78/82)
| Album                          | Musiklabel         | Aufnahme               | Besetzung, Anmerkungen |
| ------------------------------ | ------------------ | ---------------------- | --- |
| Marcello Melis: Perdas de Fogu | LP: RCA/Vista      | 13./14.6.1974 New York | Mario Schiano (as); Sheila Jordan (voc); Don Pullen (p); Bruce Johnson (g); Marcello Melis (b); Ray Mantilla (perc); Jerome Cooper (dr)                                                                              |
| Marcello Melis: Free to Dance  | LP/CD: Black Saint | 5.1978 New York        | Marcello Melis (b), Lester Bowie (tp), Enrico Rava (tp), George Lewis (tb), Gary Valente (tb), Don Pullen (p), Fred Hopkins (b), Nana Vasconcelos (perc), Don Moye (sun perc), Sheila Jordan (voc), Jeanne Lee (voc) |
| Marcello Melis: Angedras       | LP/CD: Black Saint | 5.1982 Rom             | Marcello Melis (b,voc); Don Pullen (p); Don Moye (dr); Sandro Satta (as) |

### Mit George Adams und Dannie Richmond (1975)
| Album                             | Musiklabel | Aufnahme      | Besetzung, Anmerkungen |
| --------------------------------- | ---------- | ------------- | --- |
| George Adams: Jazz a Confronto    | LP: HORO   | 29.3.1975 Rom | George Adams (ts, fl, p, voc); Don Pullen (p); David Williams (b); Dannie Richmond (dr)                                                  |
| Dannie Richmond: Jazz a Confronto | LP: HORO   | 28.7.1975 Rom | Dannie Richmond (dr); George Adams (ts); Jack Walrath (tp); Don Pullen (p); David Friesen (b); Irio de Gaula (git); Afonso Vieira (perc) |
| George Adams: Suite for Swingers  | LP: HORO   | 28.7.1975 Rom | George Adams (ts, voc); Don Pullen (p); David Friesen (b); Dannie Richmond (dr); Afonso Vieira (perc)                                    |

### Mit Hamiet Bluiett (1977/1986)
| Album                                           | Musiklabel           | Aufnahme                  | Besetzung, Anmerkungen |
| ----------------------------------------------- | -------------------- | ------------------------- | --- |
| Hamiet Bluiett Quartet: SOS                     | LP: India Navigation | 15.8.1977 New York        | Hamiet Bluiett (bs); Don Pullen (p); Fred Hopkins (b); Famoudou Don Moye (perc) |
| Hamiet Bluiett: Im/possible to Keep             | CD: India Navigation | 15.8.1977 New York        | Hamiet Bluiett (bs, cl, fl); Don Pullen (p); Fred Hopkins (b); Famoudou Don Moye (perc) |
| Hamiet Bluiett: Resolution                      | LP/CD: Black Saint   | 21.11./1.12.1977 New York | Hamiet Bluiett (bs, cl, fl); Don Pullen (p); Fred Hopkins (b); Famoudou Don Moye (perc) |
| Hamiet Bluiett: Orchestra, Duo and Septet       | LP: Chiaroscuro      | 11/12.1977 New York       | Hamiet Bluiett (bs, cl, voc); Don Pullen (p); Chief Bey (voc, bata, balafon); Ladji Camara (voc, diembe, kora); Thabo Michael Carvin (dr); Ahmed Abdul-Malik (oud); Abdul Wadud (cello); Reggie Workman (b violin); Olu Dara (tp); Charles Stephens (tb); Bob Stewart (tuba); |
| Hamiet Bluiett: Live at Carlos I                | CD: Just A Memory    | 8.1986 New York           | Hamiet Bluiett (bs); Don Pullen (p); Chief Bey (perc); Fred Hopkins (b); Idris Muhammad (dr) |
| Hamiet Bluiett: Live at Carlos I: Another Night | CD: Just A Memory    | 8.1986 New York           | Hamiet Bluiett (bs); Don Pullen (p); Chief Bey (perc); Fred Hopkins (b); Idris Muhammad (dr) |

### Mit David Murray (1977–1996)
| Album                                                              | Musiklabel              | Aufnahme                   | Besetzung, Anmerkungen                                                                                       |
| ------------------------------------------------------------------ | ----------------------- | -------------------------- | --- |
| David Murray & Low Class Conspiracy: Vol.1: Penthouse Jazz         | LP: Circle              | 18.8.1977 Amsterdam        | David Murray (sax); Butch Morris (co); Don Pullen (p); Fred Hopkins (b); Stanley Crouch (dr)                 |
| David Murray & Low Class Conspiracy: Vol.2: Holy Siege On Intrigue | LP: Circle              | 18.8.1977 Amsterdam        | David Murray (sax); Butch Morris (co); Don Pullen (p); Fred Hopkins (b); Stanley Crouch (dr)                 |
| David Murray & Low Class Conspiracy: Flowers For Albert            | LP, CD: West Wind       | 18.8.1977 Amsterdam        | David Murray (sax); Butch Morris (co); Don Pullen (p); Fred Hopkins (b); Stanley Crouch (dr) = Vol.1 + Vol.2 |
| David Murray: Children                                             | LP/CD: Black Saint, DIW | 27.10./15.11.1984 New York | David Murray (ts, bcl); James Blood Ulmer (el g); Don Pullen (p); Lonnie Plaxico (b); Marvin Smith (dr)      |
| David Murray: Shakill’s Warrior                                    | CD: DIW, Columbia       | 1./2.3.1991 New York       | David Murray (ts); Don Pullen (organ); Stanley Franks (g); Andrew Cyrille (dr)                               |
| David Murray: Shakill’s II                                         | CD: Columbia            | 5./6.10.1993 New York      | David Murray (ts); Don Pullen (organ); Bill White (g); J.T. Lewis (dr)                                       |
| David Murray: Long Goodbye A Tribute To Don Pullen                 | CD: Bellaphon           | 30.9./1.10.1996 New York   | David Murray (ts, bcl); D.D. Jackson (p); Santi Debriano (b); J.T. Lewis (dr)                                |

### Mit Jane Bunnett (1988–93)
| Album                                     | Musiklabel              | Aufnahme              | Besetzung, Anmerkungen |
| ----------------------------------------- | ----------------------- | --------------------- | --- |
| Jane Bunnett: In Dew Time                 | LP/CD: Dark Light Music | 25./26.2.1988 Toronto | Jane Bunnett (fl, ss); Don Pullen (p); Dewey Redman (ts); Vincent Chancey (frh); Larry Cramer (tp); Claude Ranger (dr); Scott Alexander(b) |
| Jane Bunnett / Don Pullen: New York Duets | CD: Denon               | 8.1989 New York       | Jane Bunnett (as, ts, fl); Don Pullen (p)                                                                                                  |
| Jane Bunnett Quintet: Live at Sweet Basil | CD: Denon               | 1990 (1991?) New York | Jane Bunnett (ss, fl); Larry Cramer (tp); Don Pullen (p); Kieran Overs (b); Billy Hart (dr)                                                |
| Jane Bunnett: The Water is Wide           | CD: Denon               | 18./19.8.1993         | Jane Bunnett (ss, fl); Don Pullen (p); Billy Hart (dr); Larry Cramer (tp); Kieran Overs (b); Jeanne Lee (voc); Sheila Jordan (voc)         |

### Mit Roots (1991–92)
| Album                          | Musiklabel               | Aufnahme                           | Besetzung, Anmerkungen |
| ------------------------------ | ------------------------ | ---------------------------------- | --- |
| Roots: Salutes the Saxophone   | LP/CD: In+Out            | 18./19.10.1991 Leverkusen, Pulheim | Arthur Blythe (as); Nathan Davis (ts, ss); Chico Freeman (ts, ss); Sam Rivers (ts); Don Pullen (p); Santi Debriano (b); Tommy Campbell (dr)                                                           |
| Roots: Staplemates             | LP/CD: In+Out            | 14./15.2.1992 Heidelberg           | Arthur Blythe (as, ss); Nathan Davis (ts, as, ss); Chico Freeman (ts, as, ss); Sam Rivers (ts); Don Pullen (p, org); Santi Debriano (b); Idris Muhammad (dr); Helmut Nieberle (g); Helmut Kagerer (g) |
| Roots: Salute to the Saxophone | DVD: Image Entertainment | 24.3.1992 Taunton                  | Arthur Blythe (as,ts); Nathan Davis (as,ss); Chico Freeman (ts); Sam Rivers (ts); Don Pullen (p); Santi Debriano (b); Idris Muhammad (dr)                                                             |

### Mit Kip Hanrahan (1987–1995)
| Album                                                         | Musiklabel             | Aufnahme                                            | Besetzung, Anmerkungen |
| ------------------------------------------------------------- | ---------------------- | --------------------------------------------------- | --- |
| Conjure: Cab Calloway Stands In for the Moon                  | LP, CD: American Clavé | 10.9.1987/3.1.1988 New York                         | Kip Hanrahan (prod, perc), Ishmael Reed (voc), Hamiet Bluiett, Eddie Harris (sax), Allen Toussaint (p); Don Pullen (org, voc), Steve Swallow (b) u. v. a.            |
| Kip Hanrahan: Tenderness                                      | CD: American Clavé     | 1988–89 New York                                    | Kip Hanrahan (voc, prod, perc), Chico Freeman (sax), Carmen Lundy (voc), Leo Nocentelli (git), Don Pullen (p), Sting (voc, b), u. v. a.                              |
| Kip Hanrahan: Exotica                                         | CD: American Clavé     | 1985–94 New York                                    | Kip Hanrahan (prod); Jack Bruce (voc, el-b); Don Pullen (p, organ), Robby Ameen (dr), Alfredo Triff (viol) u. v. a.                                                  |
| Kip Hanrahan: All Roads Are Made of Flesh                     | CD: American Clavé     | 1985–94 New York, Baden-Baden, Nijmegen, Kopenhagen | Kip Hanrahan (prod); Charles Neville (sax), Dino Saluzzi (band), Jack Bruce (voc, el-b); Allen Toussaint (p), Don Pullen (p, organ), Renaud Garcia-Fons (b) u. v. a. |
| Kip Hanrahan: A Thousand Nights and a Night (1-Red Nights)    | CD: American Clavé     | 1994–96                                             | Kip Hanrahan (prod); Alfredo Triff (viol), Henry Threadgill (fl), Jack Bruce, Carmen Lundy (voc), Don Pullen (p, organ), Steve Swallow, Andy Gonzalez (b) u. v. a.   |
| Kip Hanrahan: A Thousand Nights and a Night (Shadow Nights 1) | CD: American Clavé     | 1994–96 New York                                    | Kip Hanrahan (prod), Henry Threadgill (sax), Billy Bang (viol), Don Pullen, Michael Cain (p), Fernando Saunders (b) u. a.                                            |
| Kip Hanrahan: A Thousand Nights and a Night (Shadow Nights 2) | CD: American Clavé     | 1994–1998                                           | Kip Hanrahan (prod); DD Jackson (p); Don Pullen (p, org), Robby Ameen u. a.                                                                                          |

### Verschiedene Leiter (1975–1992)
| Album                                          | Musiklabel                                                     | Aufnahme                  | Besetzung, Anmerkungen |
| ---------------------------------------------- | -------------------------------------------------------------- | ------------------------- | --- |
| Sam Rivers: Black Africa!                      | LP: Horo                                                       | 24.7.1976 Villalago       | Sam Rivers (ts, ss, fl, p, voc); Joe Daley (tu,euphonium); Don Pullen (p); Sidney Smart (dr, perc) |
| Billy Hart: Enchance                           | LP/CD: A&M                                                     | 24.2./3.3.1977            | Billy Hart (dr, perc); Oliver Lake (as, ss, fl); Dewey Redman (ts); Hannibal Marvin Peterson (tp, koto); Eddie Henderson (tp, flh, el flh); Don Pullen (p, el p), Buster Williams (b); Dave Holland (b); Michael Thabo Carvin (perc) |
| Herbie Mann: Mellow                            | LP: Atlantic                                                   | 12.7.1977 Montreux        | Herbie Mann(fl); Michael Brecker (ts); David Newman (ts); Randy Brecker (tp); Don Pullen (p) u. a. Pullen ist nur auf einem Track zu hören                                                                                           |
| Cecil McBee: Alternate Spaces                  | LP: Bomba, India Navigation, Paddle Wheel CD: India Navigation | 1977 New York             | Cecil McBee (b); Don Pullen (p); Chico Freeman (ts, ss, fl); Joe Gardner (tp); Allen Nelson (dr); Famadou Don Moye (perc) |
| Sunny Murray’s Untouchable Factor: Apple Cores | LP: Philly Jazz, Baystate CD: Baystate                         | 1.1.1978 New York         | Sunny Murray (dr); Frank Foster (ss); Oliver Lake (as); Jimmy Vass (as); Youseff Yancy (tp, flh); Don Pullen (p); Monnette Sudler (g); Cecil McBee (b);                                                                              |
| Mingus Dynasty: Chair in the Sky               | LP: WEA                                                        | 9./10.7.1979 New York     | John Handy (as); Joe Farrell (ts); Jimmy Owens (tp, flh); Jimmy Knepper (tb); Don Pullen (p); Charlie Haden (b); Dannie Richmond (dr)                                                                                                |
| Roy Brooks: Duet In Detroit                    | CD: Enja                                                       | 2.7.1987 Detroit          | Roy Brooks (dr, perc, voc); Don Pullen (p); |
| Maceo Parker: Roots Revisited                  | CD: Minor Music                                                | 1989 New York, Cincinnati | Maceo Parker (as, p, org), Fred Wesley (tb), Alfred Pee Wee Ellis (ts), Vince Henry (as), Don Pullen (org), Rodney Jones (g), Bootsy Collins (bg), Bill Stuart (dr)                                                                  |
| Paul Haines: Darn It!                          | CD: American Clavé                                             | 1.1990 New York           | Pullen ist nur auf einem Track zu hören in der Besetzung: Jack Bruce (b, voc); Don Pullen (p); Leo Nocentelli (g); Robbie Ameen (trap dr); Marvin Smitty Smith (trap dr)                                                             |
| Bill Cosby: Where You Lay Your Head            | CD: Verve                                                      | 1989/90                   | Don Pullen (kb); Sonny Sharrock (g); Mark Egan (b); Jack DeJohnette (dr); Bill Cosby (perc); Harold Vick (ts) Pullen ist nur auf einem Track zu hören'                                                                               |
| John Scofield: Live 3 Ways                     | VHS/DVD: Blue Note                                             | 23.5.1990 New York        | John Scofield (g); Don Pullen (p); Marvin Smith (dr) |
| Ivo Perelman: Children of Ibeji                | CD: Enja                                                       | 1991 New York             | Ivo Perelman (ts); Flora Purim (voc); Fred Hopkins (b); Andrew Cyrille (dr) Guilherme Franco (dr, voc, perc); Frank Colon (voc, perc); Don Pullen (p); Manola Badrena (voc, perc); Mor Thiam (voc, perc)                             |
| Jack Walrath: Serious Hang                     | CD: Muse                                                       | 4.4.1992 Englewood Cliffs | Jack Walrath (flh, tp); Don Pullen (org); David Fiuczynski (g); Michael Formanek (b); Cecil Brooks III (dr); Marvin Smith (dr) |

## Kompilationen
| Album                                                                    | Musiklabel             | Aufnahme | Anmerkungen |
| ------------------------------------------------------------------------ | ---------------------- | -------- | --- |
| Don Pullen: Complete Black Saint and Soul Note                           | CD: Cam Jazz           | 1975–85  | 7CD-Box, enthält die Alben: Capricorn Rising (1975), Healing Force (1975), Warriors (1978), Milano Strut (1978), The Magic Triangle (1979), Evidence of Things Unseen (1983), The Sixth Sense (1985) |
| George Adams & Don Pullen: This Jazz Is Great!!                          | CD: Ultra-Vybe (Japan) | 1981–85  | 3CD-Box, enthält die Alben: Life Line (1981), Decisions (1984), Life at Montmartre (1985) |
| Don Pullen: Mosaic Select                                                | CD: Mosaic             | 1986–90  | 4CD-Box, enthält die Alben Breakthrough (1986), Song Everlasting (1987), New Beginnings (1988), Random Thoughts (1990) |
| Don Pullen: The Capitol Vaults Jazz Series                               | CD: Blue Note          | 1986–90  | 4CD-Box, enthält die Alben Breakthrough (1986), Song Everlasting (1987), New Beginnings (1988), Random Thoughts (1990) |
| Don Pullen: The Best of the Blue Note Years                              | CD: Blue Note          | 1986–95  | |
| Charles Mingus: Changes – The Complete 1970’s Atlantic Studio Recordings | LP, CD: Rhino          | 1973–79  | 8-LP- bzw. 7-CD-Box, enthält mit Don Pullen die Studioalben Mingus Moves und Changes One/Two sowie bisher unveröffentlichte Aufnahmen der Titel „Big Alice“ und „The Call“. Weiterhin die Alben Three or Four Shades of Blues, Cumbia & Jazz Fusion, Me Myself an Eye, Something Like a Bird ohne Pullen. |